# Senape (salsa)

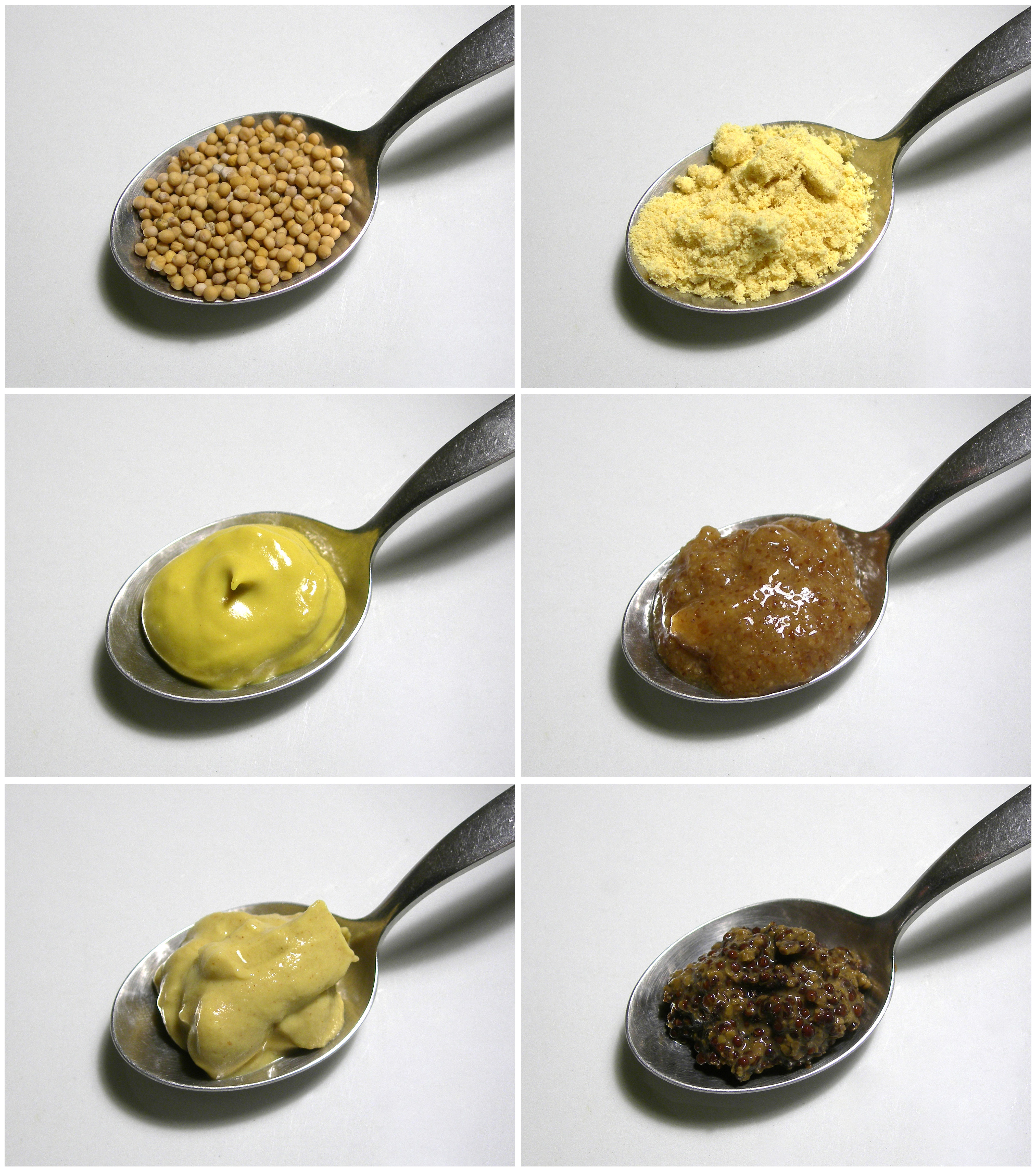
La senape in sei varianti.

La senape, detta anche salsa di senape, salsa alla senape o ancora mostarda, è una salsa preparata con semi polverizzati di senape.
I semi sono mescolati con acqua, aceto, succo di limone, vino, o altri liquidi, sale, e spesso altri aromi e spezie, per creare una pasta o salsa di colore variabile dal giallo brillante al marrone scuro e dal sapore che spazia dal dolce al piccante.
Vi sono in commercio diversi tipi di senape, che cambiano di solito per le abitudini culinarie di paese in paese.

## Storia
L'uso alimentare dei semi di senape ha una lunga storia, che risale al periodo Neolitico: i primi segni di addomesticazione di tale pianta sono stati rinvenuti nel sito di Jerf el Ahmar, in Siria. La civiltà della valle dell'Indo conosceva la senape, ed essa è stata usata in Africa e in Cina per migliaia di anni. In quest'ultimo paese la senape si iniziò ad usare probabilmente all'epoca della dinastia Zhou, ovvero tra il XII e il III secolo avanti Cristo.
I Romani furono probabilmente i primi a utilizzare la senape come condimento, mescolando i semi di senape con il mosto (da cui il nome "mostarda"). Da Roma la ricetta fu esportata in Gallia, e nel X secolo i monaci dell'Abbazia di Saint-Germain-des-Prés producevano in modo artigianale la salsa di senape. Tuttavia, la prima menzione di una produzione industriale di senape nei registri reali di Parigi risale al 1292. Digione, in Francia, divenne un centro riconosciuto per la produzione della senape nel XIII secolo. Nel 1877, venne fondata a Digione una delle più famose aziende produttrici di senape, Grey-Poupon, che introdusse anche la prima macchina automatica per la produzione. Nel 1937, la senape di Digione ottenne la denominazione d'origine controllata, e grazie alla sua lunga tradizione, Digione è considerata la capitale mondiale della senape.

## Tipi di senape

### Italia
In Italia la senape in commercio è una salsa cremosa preparata con semi polverizzati di senape bianca, senape nera e altri ingredienti. Viene usata principalmente per insaporire le carni, solitamente lessate, e per condire le insalate. Viene usata anche come salsa per le patate fritte, come la maionese o il ketchup.

### Francia
In Francia la senape viene chiamata moutarde (da môut, mosto), per il fatto che veniva aggiunta al mosto come conservante, ed è particolarmente diffusa. Già nel 1500 a Orléans nacque la prima corporazione di produttori. Attorno al 1550 fu fondata la corporazione di Digione, dove tuttora viene prodotta una delle senapi più piccanti e famose, detta senape di Digione (moutarde de Dijon), prodotta in diverse varietà aventi come ingredienti base senape bruna, aceto, sale e acido citrico. L'aceto viene spesso sostituito con l'agresto, succo di uva acidula che non ha raggiunto la maturazione. Nel processo di macinatura, il tegumento dei semi viene rimosso, dando a questa senape un sapore meno piccante.
Altre senapi francesi rinomate sono quelle di Meaux, Bordeaux, e dell'Alsazia. Quest'ultima viene preparata con senape bianca, è meno piccante e più aspra. Particolarmente famosa nel paese è la tradizionale "senape all'antica", ottenuta con l'impiego di senape bianca e senape nera. Nella cucina francese, la senape accompagna i piatti a base di carne e viene aggiunta alle popolari salse rémoulade e vinaigrette.

### Germania (Baviera)
La senape dolce, bavarese o Weißwurstsenf consiste di semi di senape macinati grossolanamente e parzialmente tostati ed è addolcita con zucchero, dolcificante o salsa di mele. Una senape dolce particolarmente pregiata viene invece addolcita con il miele (senape al miele). In Baviera, si mangia principalmente con Weißwurst e Leberkäse. La senape dolce è documentata dal 1843. Il libro di cucina "Neustes süddeutsches Kochbuch für alle Stände" di Viktorine Schiller contiene già due ricette di senape dolce. La senape bavarese fu prodotta per la prima volta nel 1854 da Johann Conrad Develey. Oggi, Händlmaier è considerato il leader del mercato della senape dolce. Anche la Scandinavia, la Francia, l'Austria e la Repubblica Ceca conoscono diverse varietà di senape dolce.

### Inghilterra
In Inghilterra la senape viene chiamata mustard e si ottiene miscelando semi macinati di senape bianca, senape bruna o senape nera a cui vengono aggiunte quantità minori di curcuma, pepe di Caienna e, a volte, di aceto. La senape inglese è più forte di quella francese.

### Giappone
La senape più diffusa in Giappone viene chiamata karashi, è particolarmente piccante e si ottiene macinando i semi di brassica nigra, brassica alba e brassica juncea e mescolandoli con acqua tiepida a 40 °C. Il gusto fortemente piccante si deve all'assenza del frumento nel composto di base. Viene utilizzata per insaporire i nikuman, popolare snack nazionale, ed accompagna pietanze come l'oden, zuppa ristretta a base di dashi (brodo di pesce), e gli shumai, ravioli della cucina cinese diffusi anche in Giappone. In commercio si trovano anche senapi poco piccanti, simili a quelle che si vendono in Italia, chiamate yō garashi. Tutte le senapi in commercio in Giappone vengono chiamate karashi o mastādo (マスタード? trascrizione dell'inglese mustard), e comprare il prodotto desiderato richiede una certa attenzione.

### Svezia
Una tradizionale tipologia di senape svedese è la senape della Scania (skånsk senap), originaria della Contea della Scania, in Svezia meridionale. È prodotta dai semi di senape nera e ha una consistenza a grana grossa.

### Paesi Bassi
Nei Paesi Bassi viene prodotta una notevole quantità di senape grossolana. A differenza della senape di Digione, per la senape olandese non si filtra via le bucce dei semi. Nel paese si trovano ancora alcune fabbriche di senape di una certa importanza: la senape di Zaan (Mosterdmolen “De Huisman” BV a Wormerveer), la fabbrica di senape e aceto di Doesburg, la Marne Mosterd a Groninga e Van Ton (precedentemente TonS mosterd) a Zierikzee. Molte altre varietà di senape, spesso vendute come prodotti tipici regionali, vengono prodotte su licenza in altre località. Ad esempio, il mulino di senape di Ameland macina personalmente la propria farina di senape, ma affida la produzione e il confezionamento della senape a Van Ton in Zelanda.

### Stati Uniti d'America
La senape più comune negli Stati Uniti è conosciuta semplicemente come "senape gialla", una varietà che è diventata popolare anche altrove dalla sua introduzione. Realizzata interamente con semi di senape gialla meno piccanti e una alta proporzione di aceto, è una senape preparata molto delicata e colorata di giallo brillante dall'inclusione di polvere di curcuma. Fu introdotta nel 1904 da George J. French come "senape cremosa per insalate". La senape gialla è regolarmente utilizzata su hot dog, panini, pretzel e hamburger. È anche un ingrediente di molte insalate di patate, salse barbecue e condimenti per insalate. È comunemente chiamata "senape per hot dog" o "senape da stadio" a causa della sua popolarità tradizionale sugli hot dog ai giochi di baseball.

## Senape o mostarda
Il termine "mostarda" (moutarde) riferito alla salsa di senape appare per la prima volta in Francia nel XIII secolo, e prende il nome dal latino mustum ardens, in francese moût ardent (lett. "mosto che arde"), perché veniva impastata con mosto caldo e per il suo sapore piccante.
Il termine mostarda in italiano è tuttavia usato per indicare anche altri tipi di prodotti. Nel Nord Italia e in Toscana viene così chiamata una preparazione culinaria a base di frutta, zucchero e senape, da accompagnare ai bolliti (mostarda di frutta). Nel Sud Italia vengono invece così chiamati prodotti perlopiù dolciari a base di mosto d'uva.